# Sh2-269
Sh2-269 est une nébuleuse en émission visible dans la constellation d'Orion,.
On l'observe dans la partie orientale de la constellation, à quelques degrés de la frontière avec la Licorne. Elle peut être identifiée à quelques secondes seulement de l'étoile HD 43112, de magnitude 5,91, située à environ 1 ° est sud-est de ξ Orionis, qui étant de quatrième magnitude, est clairement visible même à l'œil nu. Sa déclinaison n'est pas particulièrement septentrionale, ce qui signifie qu'elle peut être facilement observée depuis les deux hémisphères célestes, bien que les observateurs de l'hémisphère nord soient légèrement plus avantagés. La période pendant laquelle elle atteint la plus haute altitude à l'horizon se situe entre les mois de novembre et mars.
Il s'agit d'une région H II située sur le bras de Persée, l'un des principaux bras spiraux de la Voie lactée, à une distance d'environ 3 800 pc (∼12 400 al). Elle possède une masse d'hydrogène ionisé égale à 8700 M☉ et est traversée dans le sens nord-sud par une bande sombre qui la divise apparemment en deux parties. La cause principale de l'ionisation des gaz dans le nuage est une étoile bleue de la séquence principale de classe spectrale B0,5V située dans la partie ouest, à laquelle s'ajoute une autre qui n'est pas visible optiquement, mais uniquement dans l'infrarouge. Cette deuxième étoile est probablement de classe O8 ou O9.5. La partie ouest contient également un amas d'environ quatre-vingts sources infrarouges coïncidant avec de jeunes étoiles, parmi lesquelles se distingue la source IRAS 06117+1350. En plus de ceux-ci, on connaît trois masers et un objet HH, connu sous le nom de HH 191,, qui constituent une preuve claire du fait que les phénomènes de formation d'étoiles étaient actifs dans une période astronomique très récente.